# حصرجیه
حصرجیه (به عربی: حصرجیة) یک روستا در سوریه است که در استان حمص واقع شده‌است. حصرجیه ۵۱۹ نفر جمعیت دارد.